# Mental Notes (álbum de Split Enz)
Mental Notes es el álbum debut de 1975 de la banda de art rock neozelandesa Split Enz. La portada del álbum fue diseñada por el miembro de la banda Phil Judd. En los vinilos originales, el surco de salida de la cara el disco tenía grabada la voz de Judd diciendo "Haz una nota mental", haciendo que la frase se repitiera en los tocadiscos manuales indefinidamente hasta que se retiraba la aguja del vinilo.

## Grabación
Tiempo después, Chunn se quejó del "trato totalmente indiferente que recibimos cuando estábamos grabando en Australia. El ingeniero de Sídney pensó que no podíamos afinar nuestras guitarras y que no éramos profesionales, y simplemente mostró un desinterés total".
Gran parte del material derivó de la fascinación de Tim Finn y Phil Judd por el trabajo del reconocido escritor y artista inglés Mervyn Peake, en particular el tema titulado Spellbound, la canción épica Stranger Than Fiction (su pieza central del concierto) y Titus, que lleva el nombre del héroe de la Trilogía de Gormenghast, escrita por Peake.

## Listado de pistas
| Side one |                         |          |  |
| N.º      | Título                  | Duración |  |
| 1.       | «Walking Down a Road *» | 5:26     |  |
| 2.       | «Under the Wheel»       | 7:50     |  |
| 3.       | «Amy (Darling)»         | 5:18     |  |
| 4.       | «So Long for Now»       | 3:19     |  |

| Side two |                           |          |  |
| N.º      | Título                    | Duración |  |
| 1.       | «Stranger Than Fiction *» | 6:58     |  |
| 2.       | «Time for a Change *»     | 3:46     |  |
| 3.       | «Maybe»                   | 2:59     |  |
| 4.       | «Titus *»                 | 3:02     |  |
| 5.       | «Spellbound †»            | 5:00     |  |
| 6.       | «Mental Notes»            | 0:34     |  |

| Bonus Tracks on 2006 Remaster |                      |          |  |
| N.º                           | Título               | Duración |  |
| 11.                           | «129 (Live)»         | 3:03     |  |
| 12.                           | «Lovey Dovey (Live)» | 3:22     |  |

* Estas canciones se volvieron a grabar para el álbum Second Thoughts.
† Esta versión tiene a Phil Judd como voz principal. Una versión anterior (que figura en The Beginning of the Enz) grabada en 1974 tiene a Tim Finn como cantante principal.

## Personal

### Split Enz
- Timothy Finn - voz, piano
- Philip Judd - voz, acoustic y guitarras eléctricas, mandolina
- Jonathan Michael Chunn - bajo, piano en 'Titus'
- Noel Crombie - percusión
- Emlyn Crowther - batería
- Eddie Rayner - órganos, sintetizadores, piano, clavinet, mellotron, piano eléctrico
- Wally Wilkinson - guitarra principal
- David Russell - bajo en 'Maybe'[4]
- Robert Gillies - trompeta en "Maybe", saxofón en "129 (Live)" y "Lovey Dovey (Live)"

### Producción
- Diseñado por  Richard Batchens
- Producido por: David Russell y Split Enz
- Grabado en Festival Studios, Studio 24, mayo / junio de 1975
- Cintas y equipo: Murray Ward
- Obra de arte: Graeme Webber
- Pintura de portada de Phil Judd

### Agradecimiento especial a
- Robert Gillies
- Geoffrey Chunn
- Peter Madill
- James Farrell
- David Russell
- Miles Golding

## Gráficos
| Listas (1975)                     | Mejor posición |
| --------------------------------- | -------------- |
| Australia ( Kent Music Report)    | 35             |
| Nueva Zelanda (Recorded Music NZ) | 7              |